# AFAS Stadion
O AFAS Stadion é um estádio de futebol localizado em Stadionweg 1, Alkmaar, na província neerlandesa da Holanda do Norte. Atualmente é usado principalmente para partidas de futebol, sendo de propriedade do AZ.
O estádio tem capacidade para 17 023 pessoas, e será substituído pelo antigo terreno do clube, Alkmaarder Hout, a fim de aumentar a capacidade do novo estádio para o mínimo de  30 000 lugares, para a temporada 2011-2012.